# Величина
Величина е общо название на количествено отношение на физични или математически обекти (дължина, площ, обем, маса, време и т.н.). Всеки отделен вид величина изразява определен начин на сравнение на геометрични фигури или физични тела.

## В измерванията
По смисъла на Закона за измерванията, „Величина е свойство на явление, тяло или вещество, което може да бъде различено качествено и определено количествено.“